# Јабуковача (ракија)
Јабуковача (ракија од јабуке) је јако алкохолно пиће добијено процесом ферментације кљука који је добијен муљањем плода јабуке и дестилацијом преврелог кљука. У Француској се производи под именом калвадос (фр. calvados). Калвадос се производи од специјалних сорти јабука (има их око 200). Произвођачи некада користе и преко 100 специфичних сорти да би произвели свој типичан и јединствени Калвадос. Користе се слатке јабуке, киселе као и горке (Метеинс, сент Мартин, Фрекин, Роже дуре и др.). Горке нејестиве јабуке се користе како се не би добила превише слатка ракија, као applejack (енгл. applejack; америчка воћна мирисна ракија). 
Јабуковача је јако алкохолно пиће, које се производи и у Србији, али је далеко мање заступљена у односу на шљивовицу, кајсијевачу и виљамовку. Ова врста ракије настаје применом следећих технолошких процеса: прање плодова, уситњавање или муљање, алкохолна ферментација (врење) воћног кљука, дестилација (печење) преврелог воћа (јабучног) кљука, одлежавање јабуковаче у храстовој и дудовој буради и финализација. Јабуке за производњу ракије имају 7-14% шећера (најчешће 10%), 4-8 g/l киселина, а карактеристичне су по томе, што имају повећан садржај пектинских материја (0,45-1%). Садржај киселина варира у зависности од сорте. Добар квалитет воћне ракије може се добити само од воћа које је у моменту бербе у пуној зрелости.

## Сорте јабуке за производњу ракије
Црвени делишес гаји се и у свету, а и код нас. Сазрева крајем септембра. Плодови су специфичног слатког укуса. Маса плода је око 140 g, сува материја 14-15%, а укупних киселина има око 0,4%. Ова сорта је генетски ушла у многе познате сорте. Даје висококвалитетну ракију
Јонатан стара добро позната сорта високог квалитета. Плод је светлоцрвене боје, изврсног слатко-накиселог укуса и пријатне ароме. Сазрева крајем септембра. Изузетно осетљива према пепелници. Маса плода је 150-160 g, сува материја око 11,5% а укупне киселине има 0,6-0,7%.
Мелрозе настала је укрштањем сорти јонатан и розе делишес. Важи за једну од квалитетнијих сорти јабука на свету. Плод је крупан до веома крупан (220—280g), издуженог колачастог облика. Има суве материје 13-14% а укупних киселина око 0,4%. Покожица плода је глатка, еластична, жуто-зелене до светложуте основне боје. Допунска боја је интензивно до тамноцрвена, једнолично присутна на већем делу плода. Мезокарп је сочан, бледожут, слатко-накисео, ароматичан, високог квалитета. Сазрева у другој половини септембра, добро и дуго се чува и под уобичајеним околностима. Рађа добро и редовно. Даје ракију врхунског квалитета.
Грени смит је аустралијска сорта, откривена као спонтани сејанац непознатих родитеља. Сазрева у другој половини октобра, а чува се при контролисаним условима до маја. Рађа редовно и обилно. Плод је крупан (180—220g) округласт-тупоконусног облика. Покожица је дебела, чврста, стајањем добија воштану превлаку. Основна боја покожице је интензивно зелена, а у пуној зрелости мења само нијансу и нема допунску боју. Мезокарп је беличасте боје, сочан, доста кисео, слабо ароматичан, празног укуса, осредњег квалитета. Даје ракију осредњег квалитета.

## Процес прераде јабуке

### Прање плодова
Уколико су јабуке јако упрљане, најпре их треба опрати водом. Натруле јабуке такође треба опрати. Прањем се отклањају са површине плодова механичке нечистоће које могу да дају страни мирис будућој ракији. Прањем се, такође, отклањају и штетни микроорганизми (бактерије и дивљи квасци) који би могли врење воћног кљука да усмере у погрешном правцу или да проузрокују његово кварење.

### Уситњавање или муљање
Процес муљања представља уситњење крупних плодова до ситнијих делова типа каше. Муљање јабука може се обавити специјалним муљачама са ваљцима намењеним за воће. Ако се не располаже оваквим муљачима, јабуке се у кашу могу претворити помоћу дрвеног маља. Алкохолна ферментација целих плодова је веома спора, јер веома споро отпуштају сок, услед чега би се алкохолно врење веома споро одвијало, а сав шећер садржан у јабукама не би у потпуности превео. Уколико се плодови измуљају, врење почиње раније и завршава се раније. Када је кљук јабуке сувише сув, може му се додати нешто воде, како би се превео у стање житке каше. Додавањем воде може да се регулише температура јабучног кљука пре врења ( да се повиси или снизи).

### Алкохолно врење јабучног кљука
Алкохолно врење је процес превођења угљених-хидрата у алкохол под дејством алкохолних квасаца. Алкохолноферментација (врење)мора да се обавља у затвореном суду. Уколико се врење обавља у бурету, на отвор се поставља врањ за врење. У њих се налива вода којој је додат винобран (на 1 dl воде раствори се 10 mg винобрана). Њихова функција се састоји у томе да испуштају угљен-диоксид који се ослобађа током врења, и спречавају контакт кљука са ваздухом, сирћетним мушицама и разним штетним микроорганизмима који се налазе у ваздуху, а могу доћи у додир са кљуком. На овај начин се спречава и губитак алкохола испаравањем. На пластичну бурад поклопци се само стављају овлаш. Воће је веома сиромашно азотним једињењима која представљају важно храниво за квасце, који током алкохолне ферментације кљука врше трансформацију шећера у алкохол и угљен-диоксид. Из наведеног разлога препоручује се да се на 100kg кљука дода 40g амонијум-сулфата, или 40g амонијумхидрогенфосфата. 
Суд са јабучним кљуком треба ставити на врење у просторије температуре 15-20 °C. Каце се обично остављају на отвореном простору или испод настрешнице. Јабучни кљук веома брзо преври, већ након 2-3 недење, а често већ након 8 дана. Уколико су хладни дани у периоду прераде јабуке, температура јабучног кљука може бити знатно испод 15 °C, услед чега може доћи до изостајања алкохолне ферментације. У току одвијања алкохолне ферментације кљука разликујемо три фазе: почетак врења, бурно (главно) врење и довирање (тихо врење). У почетној фази квасац почиње да се размножава и ослобађа се веома мала количина угљен-диоксида. Алкохол се такође ствара у малој количини. У току бурног врења алкохол се ствара у знатној мери, услед чега се уздиже чврсти део кљука у виду клобука, а често се ствара и пена уз карактеристично шуштање које проузрокује ослобађање угљен-диоксида. У фази довирања сам процес протиче спорије због тихог превираља мале количине шећера која се још налази у кљуку.

### Чување преврелог кљука до момента дестилације
Након што се установи да је врење кљука завршено потребно је приступити најкасније 2-3 недеље његовој дестилацији (печењу). Уколико би се и даље чувао, настаће већи губитак алкохола, повећање садржаја киселине, која би за време дестилације прешла у дестилат и ракија би била кисела на укус.

### Дестилација
Дестилација је технолошка операција помоћу које се компоненте из течних смеша делимично или потпуно раздвајају, на основу њихових различитих 
напона паре, односно тачака кључања, на једној истој температури. Када се утврди да је сав шећер преврео може се приступити дестилацији воћног кљука. Дестилација се обавља или на апаратима за континуирани рад, или на апаратима за двократну дестилацију. За оба начина потребна је чиста култура квасца. Апарати за двократну дестилацију су, обично, мањи и њима су опремљени приватни произвођачи. Запремина ових апарата најчешће износи 100 до 250 литара. Преврелим кљуком се пуни бакарни казан до 2/3 запремине и загрева. Бакар са киселинама које се налазе у сировини која се дестилише, гради соли које не испаравају.
Пре него што кљук прокључа треба мало смањити јачину ватре и тако је одржавати, да би дестилација равномерно текла док сав алкохол не пређе у дестилат. Од 100 литара преврелог јабучног кљука очекује се 6,9 литара апсолутног алкохола или око 14 литара ракије јабуковаче јачине око 50 vol.% алкохола. Поновљена дестилација-препек врши се ради побољшања квалитета сировог дестилата и повећање концентрације алкохола.

### Сазревање (старење)ракије и њено паковање
Након добијања, свежи дестилати су оштрих тонова, приметно опалесцентни, утолико више што је концентрација етанола мања, и обрнуто. Зато није одмах погодна за конзумирање. На мирису је оштра, пали, а на укусу груба, робусна, нехармонична и палећа. Па је потребно да одређено време буде у неком дрвеном суду ради хармонизације и оплемењивања.
Током сазревања тј. старења, одигравају се врло сложене физичко-хемијске и биохемијске реакције између примарних састојака дестилата и секундарних састојака дрвеног суда. Током сазревања у дрвеним судовима долази до екстракције разних састојака иѕ дуга, њиховог разлагања, оксидације, естерификације и тд. Тако долази до бистрења дестилата, бојења дестилата, побољшања укуса и повећања укупне количине мирисних и ароматичних састојака. После шест месеци дестилат добија златно-жуту боју, некад и златно-мрку, која настаје као резултат оксидационих процеса и разлагања кверцетина. 
Дрво је уз печену глину био основни материјал за израду ракијарских судова. Већ дуго за израду дрвених судова (бурад и бачве)користи се храстово дрво пошто највише одговара захтевима (чврстина еластичност, релативна инертност у односу на дестилат). Поред храста за израду дрвених судова користе се још и дуд, бели јасен, багрем, брест, јапанска трешња, орах и тд. На интензитет и квалитативни састав мирисних састојака дестилата током сазревања, утичу: сушење дрвета и начин израде суда.